# Rings (cortometraje)
Rings (Señales en España) es un cortometraje de terror sobrenatural estadounidense estrenado en 2005. El cual fue puesto como un artículo especial en los DVD y Blu-ray de las películas The Ring y The Ring Two. El cortometraje es una precuela de The Ring Two.

## Argumento
Tiempo después de los acontecimientos en The Ring, el video maldito de Samara Morgan se propago por el internet, debido a las diferentes copias del video que realiza la gente y se las muestran a otra persona. Creció una subcultura sobre el video, la gente espera para ver que tan cerca pueden llegar los demás en el plazo de 7 días. Al tener demasiado miedo por lo que pueda pasar, le muestran el video a la persona asignada. El grupo de personas que vieron la cinta tiene por nombre "rings"
El corto se centra en Jake Pierce, el último miembro del grupo. El equipo reclutó a su próximo miembro, Timothy "Tim" Rivers, quien verá el video después de que Jake sienta miedo de morir. Jake se asombra por sus experiencias después de ver el metraje, pero luego se vuelve aterrador porque empieza a tener visiones de Samara y en una ocasión tiene una pesadilla en la cual Samara emerge de una pared con agua y le agarra el brazo, dejándole una marca (coma una que tuvo Rachel en la primera película). Al sexto día decide hacer una copia y mostrársela a Tim por el miedo que siente, pero éste se niega a verla. Se revela que otro miembro del equipo, Vanessa, logra que Tim se niegue por querer ver lo que sucederá al llegar el séptimo día.
Al día siguiente, Jake, desesperado por no conseguir a alguien para que vea su copia del video, intenta reproducir la cinta en los modelos de exhibición de una tienda de electrónica, pero los guardias de seguridad lo sacan del lugar. Después, Jake piensa en Emily, una compañera del colegio. Él la invita. Pero empieza a experimentar una visión en la cual se prende el televisor, Samara emerge del pozo y empieza a avanzar al frente, Jake trata de romper la pantalla de la TV con una lámpara, pero cada vez que la golpea la animación de Samara saliendo del pozo se repite. Decide agarrar su cámara y grabar lo que sucede en la TV, pero Samara aparece frente a él y mientras la graba, Samara atraviesa la pantalla con su brazo y la finaliza la visión. Una hora después antes de la muerte de Jake, Emily acepta venir a su casa mientras se ve a Vanessa convenciéndola de ir. Lo que llevaría a la escena inicial de The Ring Two.

## Reparto
- Ryan Merriman como Jake Pierce.
- Emily VanCamp como Emily.
- Kelly Stables como Samara Morgan.
- Alexandra Breckenridge como Vanessa.
- Josh Wise como Timothy "Tim" Rivers.
- Justin Allen  como Eddie
- Andrew D'Amico como Empleado de la Tienda.

## Críticas
El cortometraje obtuvo críticas mixtas y positivas de parte del público, algunos exclamando que les agrado la trama y que podría funcionar como un prólogo de la segunda película, y otros criticando el mal uso de los sustos y efectos de CGI. El crítico Félix Vásquez Jr exclama que el cortometraje es mucho más morboso, divertido y tenso que la segunda película.